# Slow (2023)
Slow ist ein romantisches Filmdrama von Marija Kavtaradze. In dem Film verlieben sich eine von Greta Grinevičiūtė gespielte Tänzerin und ein von Kęstutis Cicėnas gespielter Gebärdensprachdolmetscher, der sich selbst als asexuell bezeichnet, trotz aller Widrigkeiten ineinander. Die Premiere erfolgte im Januar 2023 beim Sundance Film Festival. Im März 2024 kam der Film in die deutschen Kinos. Slow wurde von Litauen als Beitrag für die Oscarverleihung 2024 als bester Internationaler Film eingereicht. 

## Handlung
Als sich die Tänzerin Elena und der Gebärdensprachdolmetscher Dovydas kennenlernen, weil er in einem ihrer Kurse für gehörlose Schüler übersetzen soll, fühlen sie sich vom ersten Moment an zueinander hingezogen. Da sich Dovydas jedoch als asexuell bezeichnet, müssen sie in ihrem Liebesleben gemeinsam herausfinden, wo sie die Grenzen zu dem überschreiten, was für ihn Sex ist.

## Produktion

### Filmstab und Besetzung

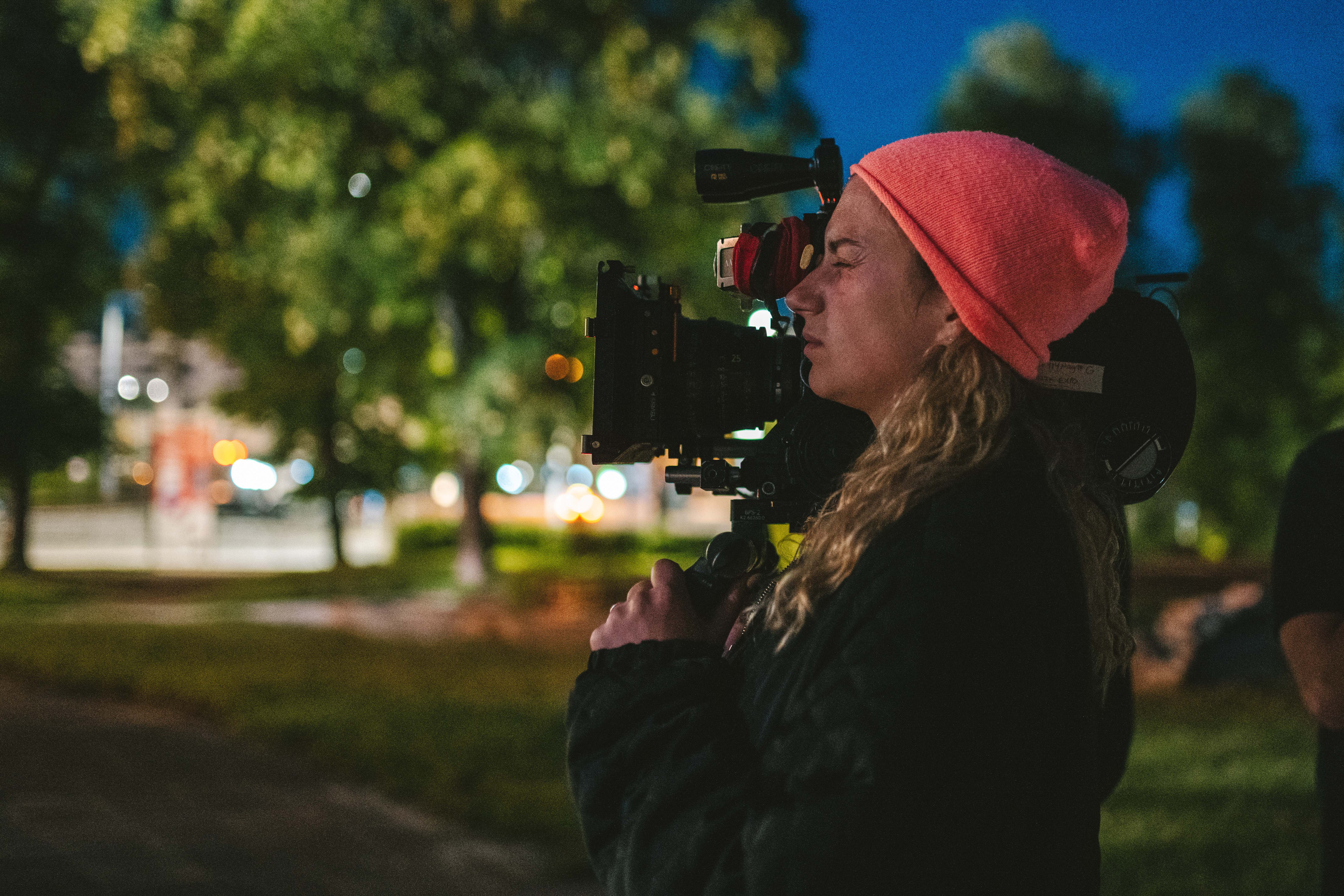
Regisseurin Marija Kavtaradze während der Dreharbeiten

Regie führte Marija Kavtaradze, die auch das Drehbuch schrieb. Sie schloss ihr Studium der Filmregie an der Litauischen Akademie für Musik und Theater im Jahr 2014 ab. Slow ist ihr zweiter Spielfilm nach Summer Survivors.
Greta Grinevičiūtė spielt die Tänzerin Elena und Kęstutis Cicėnas den Gebärdensprachdolmetscher Dovydas.

### Marketing und Veröffentlichung

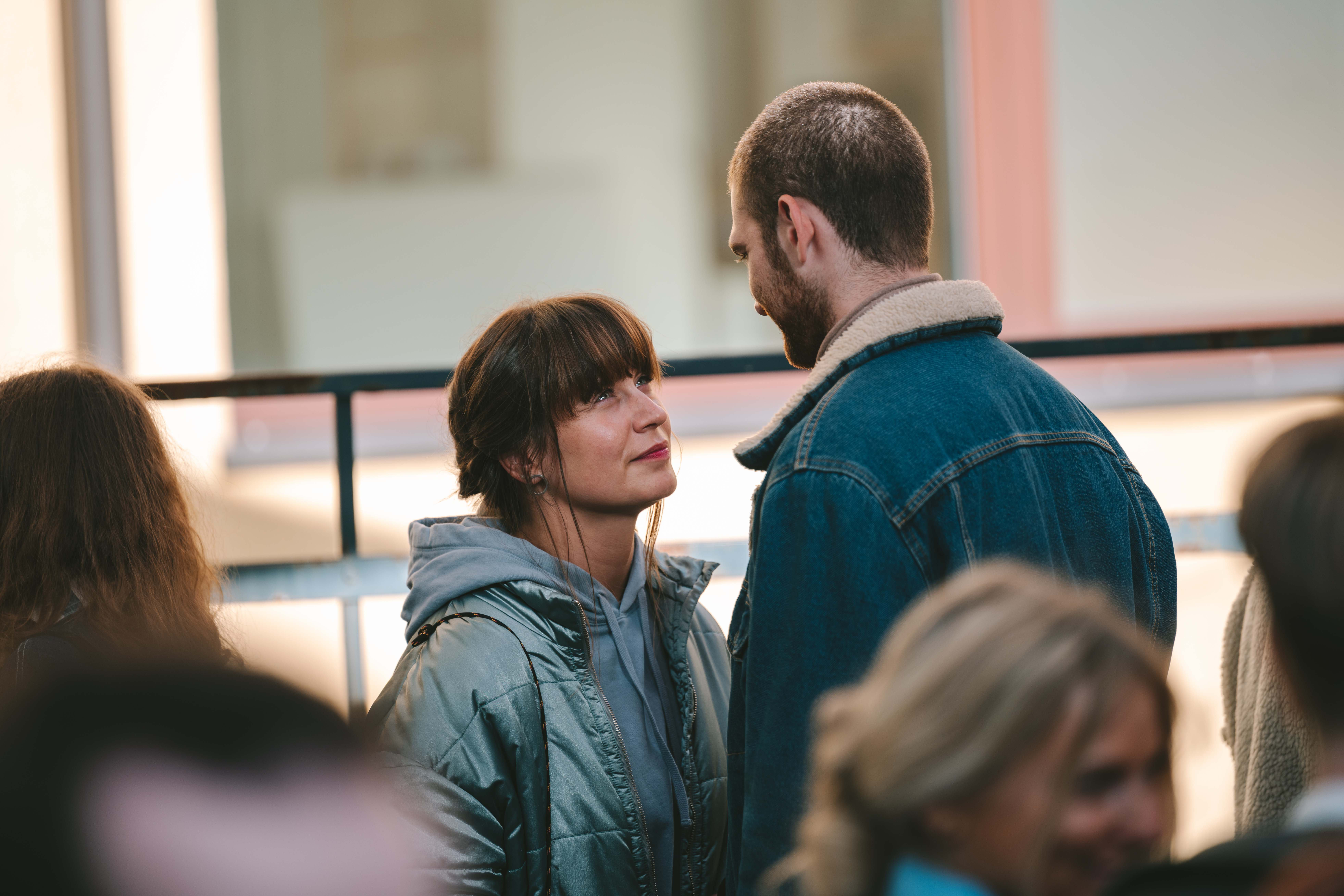
Greta Grinevičiūtė und Kęstutis Cicėnas während der Dreharbeiten

Der Film feierte am 22. Januar 2023 beim Sundance Film Festival seine Premiere. Kurz zuvor wurde der erste Trailer vorgestellt. Im Juni 2023 wurde der Film beim Sydney Film Festival gezeigt, Anfang Juli 2023 beim Internationalen Filmfestival Karlovy Vary, hiernach beim Galway Film Fleadh und Ende des Monats beim New Horizons International Film Festival. Ende September, Anfang Oktober 2023 wurde er beim Reykjavik International Film Festival gezeigt. Anfang Oktober 2023 wurde er beim Zurich Film Festival gezeigt. Ebenfalls Anfang Oktober 2023 wurde er beim Filmfest Hamburg und beim London Film Festival gezeigt. Anfang November 2023 wurde er bei den Nordischen Filmtagen Lübeck vorgestellt, hiernach beim Tallinn Black Nights Film Festival und Anfang Dezember 2023 bei Around the World in 14 Films. Im Januar 2024 wurde Slow beim Tromsø International Film Festival vorgestellt. Im März 2024 wurde der Film beim London LGBTQIA+ Film Festival gezeigt. Der Kinostart in Deutschland erfolgte am 21. März 2024. Ende April 2024 wurde er beim Sunny Bunny Queer Film Festival gezeigt. Am 3. Mai 2024 kam der Film in ausgewählte US-Kinos.

## Rezeption

### Kritiken
Von den bei Rotten Tomatoes aufgeführten Kritiken sind 93 Prozent positiv bei einer durchschnittlichen Bewertung mit 7,1 von 10 möglichen Punkten.

### Auszeichnungen
Slow befindet sich in der Vorauswahl zum Europäischen Filmpreis 2023. Zudem wurde der Film von Litauen als Beitrag für die Oscarverleihung 2024 als bester Internationaler Film eingereicht. Im Folgenden eine Auswahl an Nominierungen und Auszeichnungen.
Around the World in 14 Films 2023
- Nominierung im Wettbewerb[16]

Athens International Film Festival 2023
- Nominierung als Bester Spielfilm im Internationalen Wettbewerb (Marija Kavtaradze)[22]

Cleveland International Film Festival 2024
- Nominierung im George Gund III Memorial Central and Eastern European Film Competition[23]

Crossing Europe 2024
- Auszeichnung mit dem MIOB New Vision Award (Marija Kavtaradze)[24]

Festival International Music & Cinema Marseille 2024
- Nominierung für den Grand Prix  – „Beste Filmmusik“ (Irya Gmeyner, Martin Hederos und Vincent Barrière)[25]

Internationales Filmfestival von Stockholm 2023
- Nominierung für das Bronzene Pferd im Wettbewerb[26]

Les Arcs Film Festival 2023
- Auszeichnung mit dem Flèche de cristal[27]

Nordische Filmtage Lübeck 2023
- Nominierung für den Baltischen Filmpreis
- Nominierung für den Publikumspreis der Lübecker Nachrichten
- Nominierung für den NDR-Filmpreis[28]

Reykjavik International Film Festival 2023
- Nominierung für den Golden Puffin (Marija Kavtaradze)[10]

São Paulo International Film Festival 2023
- Nominierung im New Directors Competition (Marija Kavtaradze)[29]

Sundance Film Festival 2023
- Nominierung im World Cinema Dramatic Competition (Marija Kavtaradze)
- Auszeichnung mit dem Directing Award (Marija Kavtaradze)[30]

Tallinn Black Nights Film Festival 2023
- Nominierung im Baltic Film Competition
- Auszeichnung als Beste Produzentin im Baltic Film Competition (Marija Kavtaradze)[15][31]

Zurich Film Festival 2023
- Nominierung im Spielfilm Wettbewerb[11]